# 2018 VG18
2018 VG18 – duży obiekt transneptunowy odkryty w 2018 roku.

## Odkrycie i nazwa
Został odkryty 10 listopada 2018 przez Scotta Shepparda, Davida Tholena i Chada Trujillo podczas poszukiwań planety X za pomocą teleskopu Subaru (potwierdzone na początku grudnia 2018 za pomocą teleskopu Magellana).
Odkrywcy nadali jemu nieoficjalną nazwę „Farout”.

## Orbita
Szacowana na 120 au odległość obiektu od Słońca czyniła go w czasie odkrycia najdalszym zaobserwowanym ciałem Układu Słonecznego, okrążającym Słońce po orbicie około 3,5 razy większej niż Pluton. Istnieje hipoteza, iż tak obszerna orbita jest efektem oddziaływania grawitacyjnego hipotetycznej Planety X.

## Charakterystyka fizyczna
Obiekt ma ok. 500 km średnicy, sferyczny kształt i różowy odcień, który zazwyczaj jest efektem występowania dużej ilości lodu.